# Паннонський лімес

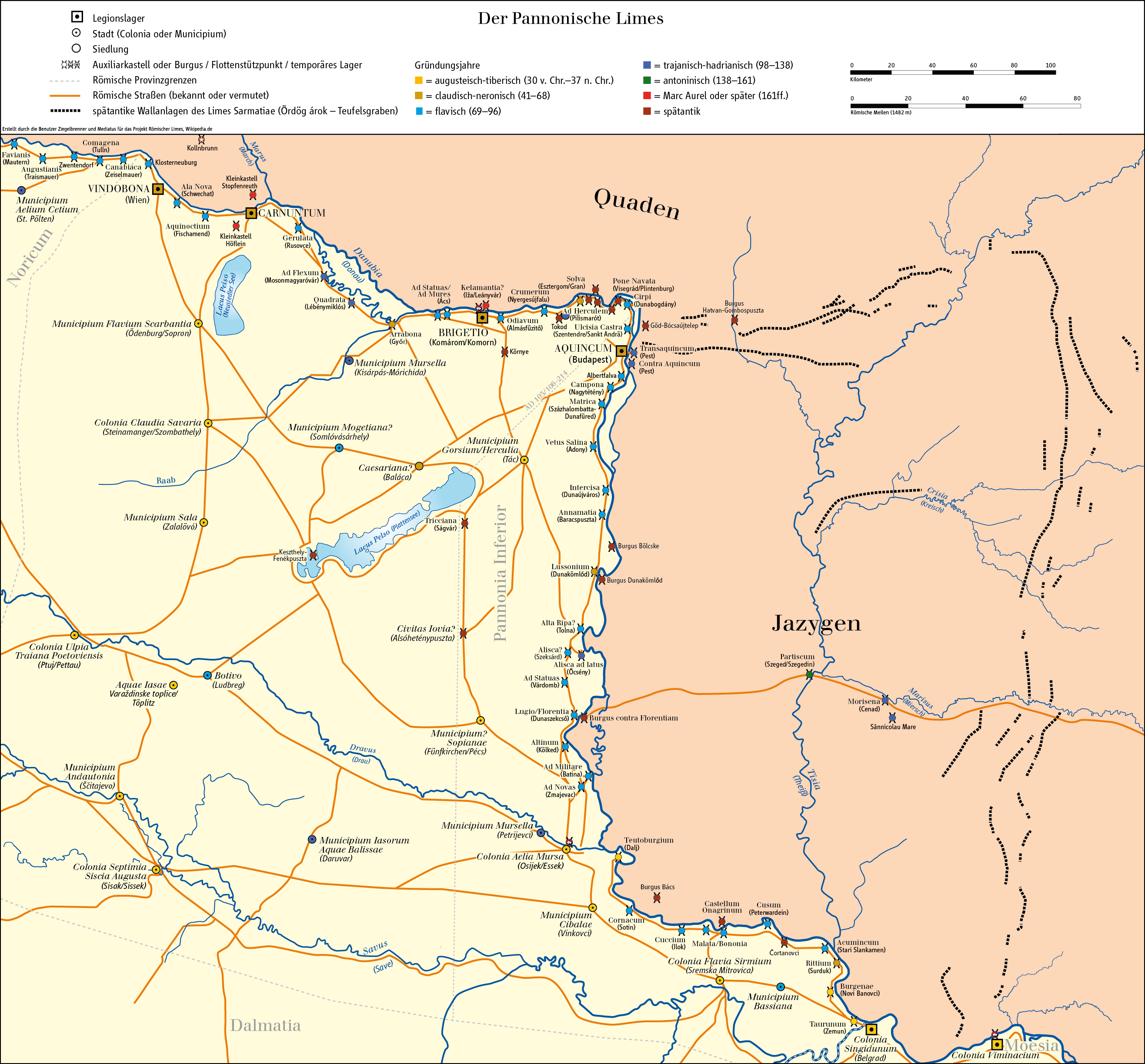
Лімес у Паннонії

Зміна кордонів Паннонії і розташування таборів легіонів, колоній і Янтарного шляху між I і IV ст.

Ланцюг фортець

Паннонський лімес (лат. Limes Pannonicus, нім. Pannonischer Limes) ― частина давньоримського укріпленого рубежу, відомого як Дунайський лімес, який простягався приблизно на 420 км від римського табору Клостернойбург у Віденському басейні в Австрії до міста Сингидунум в сучасній Сербії. Гарнізони цих таборів охороняли Паннонські провінції від нападів з півночі з часів імператора Октавіана Августа (31 рік до н. е. — 14 рік н. е.) до початку V століття.
Дунайський лімес був одним із найспокійніших регіонів Європейської частини Римської імперії. За більш ніж 400 років римського правління, Паннонія стала однією з найважливіших провінцій країни, особливо після залишення Римської Дакії у 271 році н. е. через посилення тиску з боку варварів під час Великого переселення народів. Лімес також мав великий вплив на економічне та культурне життя населення, оскільки її тил був одним із головних районів постачання продовольства для прикордонних військ, а присутність тих, у свою чергу, дозволяла швидко романізувати провінцію.
Переважна більшість військ гарнізону були розміщені у військових таборах (castra), невеликих фортифікаційних спорудах (castella), дозорних вежах, вежах (burgi) і укріплені плацдармами, що перебували на рівних відстанях за течією річки. У разі великого нападу цим загонам приходили на допомогу легіони, які були поділені на чотири головні військові містечка. Просуваючись далі по Дунаю, війська Римської імперії вступали в безліч сутичок із задунайськими варварами, німцями і сарматами, а також з іншими мігруючими племенами. Стіна перестала відігравати своє значення в V столітті разом із падінням Римської імперії на Заході.